# The Son-Daughter
The Son-Daughter ist ein US-amerikanischer Spielfilm aus dem Jahr 1932 mit Helen Hayes und Ramón Novarro unter der Regie von Clarence Brown. Obwohl der Film ausschließlich unter Menschen chinesischer Abstammung spielt, werden sämtliche Rollen bis auf einige Statisten von entsprechend zurechtgemachten Angehörigen weißer Hautfarbe dargestellt. Diese „Yellowface“ genannte Praxis war in Hollywood bis Anfang der 1960er Jahre üblich.

## Handlung
1911. In China rebellieren die Menschen gegen die Unterdrückung durch die Regierung. In der Chinatown von San Francisco sammeln die Bewohner chinesischer Herkunft viel Geld, um ihre Landsleute mit Waffen und Medikamenten im Kampf um die Freiheit zu unterstützen. Mittlerweile ist ein Schiff gechartert und mit dringend benötigten Hilfsgütern und Waffen beladen. Die Aktion sieht sich massiver Behinderung durch Fen Sha ausgesetzt, der unter allen Umständen das Ablegen des Schiffs verhindern will.
Dr. Dong Tong ist unterdessen damit beschäftigt, das Glück seiner Tochter Lien Wha zu fördern, die in den schüchternen Studenten Tom Lee verliebt ist. Kurz vor der Zeremonie verlangt Sin Kai, ein einflussreicher Sprecher der chinesischen Gemeinschaft, die Einhaltung der Tradition. Da Dr. Tong keinen Sohn hat, muss er ein Brautgeld von 25.000 US-Dollar an die Gemeinschaft zahlen. Dr. Tong verfügt jedoch nicht über die entsprechenden Ressourcen. Erst als er erfährt, dass viele junge chinesischen Mädchen aufgrund dieses antiquierten Brauchs nicht heiraten können, da die Eltern das Geld nicht aufbringen können, entscheidet er sich, seiner Tochter die Ehe zu gestatten. Die Enthüllung, dass Tom Lee in Wirklichkeit Prinz Chun, ein reicher Erbe aus China ist, erleichtert seine Entscheidung. Fen Sha lässt nicht unversucht, das Auslaufen des Schiffs zu verhindern. Er tötet nicht nur Dr. Tong, sondern lässt auch Tom Lee ermorden. In einer letzten Konfrontation gelingt es Lien Wha, die vorgibt, Fen Sha zu heiraten, ihn mit dessen eigenen Zopf zu erdrosseln. Lien Wha geht nach der Tat erhobenen Hauptes an Bord des Hilfstransporters, bereit in China für die Freiheit aller Menschen und die Überwindung altmodischer Konventionen zu kämpfen.

## Hintergrund
Wie etliche andere Großproduktionen von MGM aus der Zeit weist auch The Son-Daughter eine komplexe Produktionsgeschichte auf. Die ersten Pläne sahen vor, den Film, der auf dem gleichnamigen Theaterstück von David Belasco basiert, Anfang 1932 mit Jacques Feyder als Regisseur vor die Kameras gehen zu lassen. Für die Rolle des Tim Lee waren Robert Montgomery und Richard Cromwell im Gespräch. Neben Lupe Vélez wurden auch mit Anna May Wong Probeaufnahmen gemacht. Wong erhielt nach eigenem Bekunden die Rolle der Lien Wha nicht, da sie „zu chinesisch“ aussehen würde.
Schließlich erhielt Helen Hayes den Zuschlag. Ramón Novarro, dessen Karriere seit dem Aufkommen des Tonfilms ins Stocken geraten war, erklärte sich bereit, die eher periphere Rolle des Tom Lee zu übernehmen. Seine abnehmendes Prestige im Studio zeigte sich auch darin, dass seine Wochengage lediglich 5.000 US-Dollar betrug, nachdem er für seine vorherigen Auftritte noch zwischen 7.500 und 10.000 US-Dollar pro Woche verlangen konnte. Der Schauspieler erhoffte sich von dem Auftritt neben Hayes, die zu dem Zeitpunkt gerade auf der Oscarverleihung 1932 für Die Sünde der Madelon Claudet den Oscar als beste Darstellerin erhalten hatte, ebenfalls als dramatischer Darsteller anerkannt zu werden. Der fertige Film erwies sich an der Kinokasse als unpopulär und wies am Ende einen Gewinn von lediglich 8.000 US-Dollar auf.
Die Make-up-Abteilung des Studios wandte große Mühe auf, die Schauspieler so zu schminken, dass sie optisch Ähnlichkeit mit Menschen chinesischer Abkunft aufwiesen. Die „Yellowface“ genannte Praktik, die Charaktere vorzugsweise von Chinesen, aber auch von anderen südostasiatischen Ethnien, nahezu ausschließlich mit Schauspielern weißer Hautfarbe zu besetzen, hielt teilweise bis Anfang der 1960er Jahre. Mickey Rooney und Alec Guinness spielten noch 1961 in Frühstück bei Tiffany und 1000 Meilen bis Yokohama jeweils japanische Charaktere mit entsprechendem Make-up, ohne dass die Besetzung Anstoß erregt hätte.